# Солешть (комуна)
Солешть, Солешті (рум. Solești) — комуна у повіті Васлуй в Румунії. До складу комуни входять такі села (дані про населення за 2002 рік):
- Боушорі (344 особи)
- Валя-Сіліштей (353 особи)
- Сату-Ноу (361 особа)
- Солешть (1120 осіб)
- Шерботешть (862 особи)
- Штіоборень (508 осіб)
- Яз (350 осіб)

Комуна розташована на відстані 290 км на північний схід від Бухареста, 14 км на північ від Васлуя, 46 км на південь від Ясс.

## Населення
За даними перепису населення 2002 року у комуні проживали 3898 осіб, усі — румуни.
Рідною мовою назвали:
| Мова      | Кількість осіб | Відсоток |
| --------- | -------------- | -------- |
| румунська | 3897           | > 99,9%  |
| німецька  | 1              | < 0,1%   |

Склад населення комуни за віросповіданням:
| Релігія     | Кількість осіб | Відсоток |
| ----------- | -------------- | -------- |
| православні | 3894           | 99,9%    |